# Karolina Kudłacz-Gloc
Karolina Kudłacz-Gloc (født 17. januar 1985, Wąbrzeźno, Polen) er en polsk håndboldspiller, der spiller for SG BBM Bietigheim og Polens kvindehåndboldlandshold.

## Junior Mesterskaber
Karolina Kudłacz haft stor succes på det europæiske kvinder 19 håndbold mesterskabet i 2004, hvor hun blev topscorer med 76 mål; Hun blev tildelt den bedste spiller af mesterskabet, og bedst Venstre Tilbage på All Star Team. 